# Ablautus colei
Ablautus colei là một loài ruồi trong họ Asilidae. Ablautus colei được Wilcox miêu tả năm 1966. Loài này phân bố ở vùng Tân Bắc giới.